# Вернер II (граф Габсбург)
Вернер II (нем. Werner II; 1104 — 19 августа 1167, Рим) — граф Габсбург, представитель дома Габсбургов, сын Оттона II, графа Габсбург, и Хильды.

## Биография
Отец Вернера Оттон II был убит в 1111 году. Его брат Альбрехт II, поделившийся с ним ранее землями, в то время правил частью графства Габсбург, а территория, которой владел Оттон, перешла к Вернеру II. Сам Альбрехт не имел детей, и когда он скончался в 1140 году, Вернер II наследовал ему в части графства, вновь его объединив.
В 1135 году Вернер II стал ландграфом Верхнего Эльзаса, где он обладал обширными поместьями, куда входило аббатство Мури, входившее в состав округов Люцерна. Вернер умер в Италии, близ Рима, когда в императорской армии после битвы при Тускулуме вспыхнула эпидемия чумы. Графом Габсбург и ландграфом верхнего Эльзаса стал сын Вернера Альбрехт III Богатый.

## Брак и дети
Жена: Ида, графиня Штаркенберг.
- Альбрехт III Богатый (умер 25 ноября 1199) — граф Габсбург с 1167
- Гертруда (ум. 15 февраля 1132/1134); муж — Тьерри III (ум. 1155/1160), сын Тьерри II, графа Монбельяра, наследник графства Монбельяр
- Рихенза (ум. декабрь 1180); муж — Людовик I (ум. 1180), граф Феррет с ок. 1160